# Královský pokladník

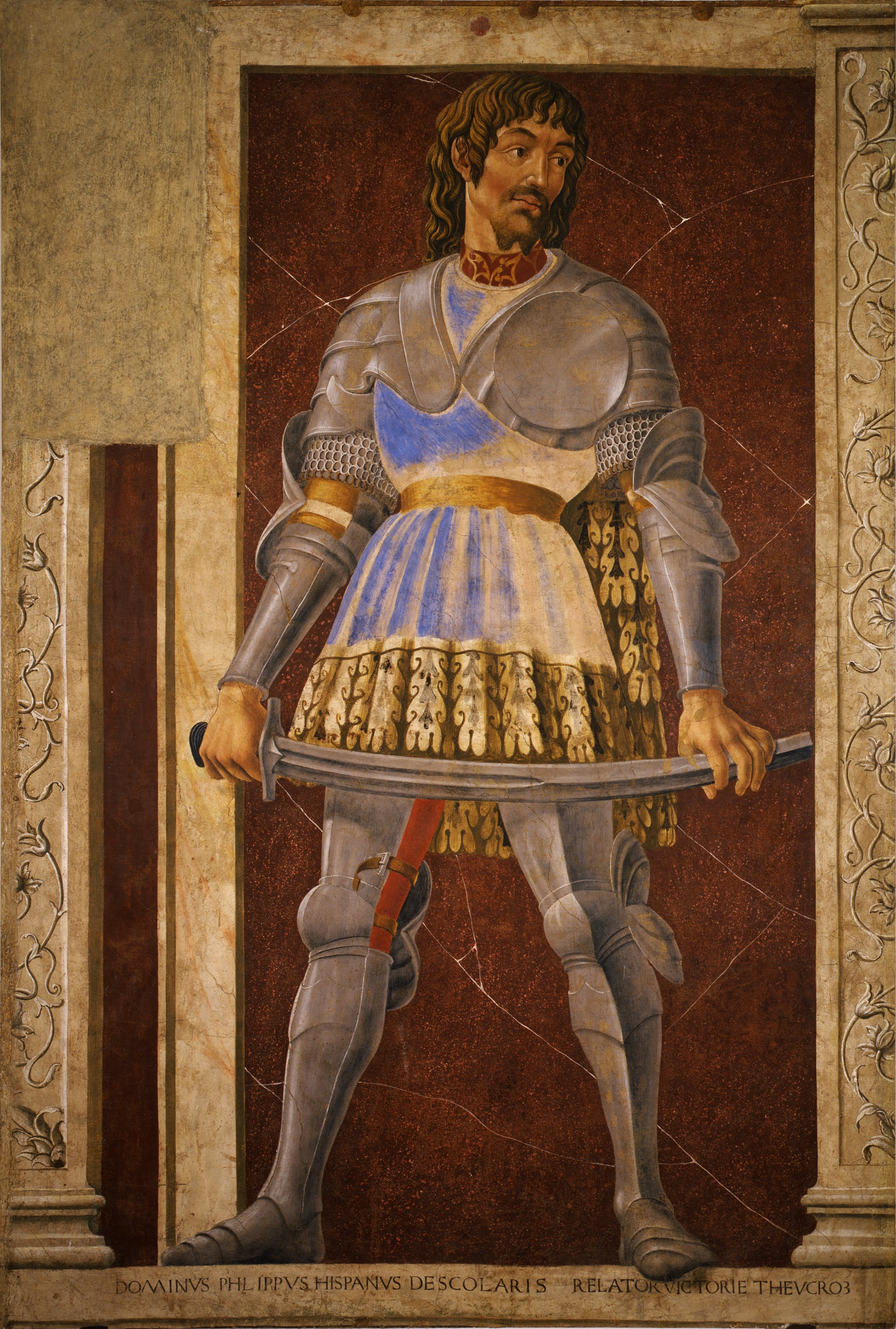
Pippo z Ozory, významný uherský královský pokladník Zikmunda Lucemburského

Hlavní pokladník, či královský pokladník, správce královské pokladnice, hlavní královský pokladník (latinsky: summus thesaurarius, thesaurarius; maďarsky: főkincstárnok, főkincstartó, kincstartó, kincstárnok, kincstáros) byla vysoká státní funkce, která existovala v Uhersku do první půle 14. století.

## Historie
Zpočátku byla podřízená taverníkovi, ale koncem téhož století se stala samostatnou funkcí oddělenou od taverníka. Hlavní pokladník v podstatě přebral dosavadní hlavní náplň práce taverníka, jehož funkce se v 14. století přesouvala zejména na soudcovské úlohy.
Hlavní pokladník byl správcem královského pokladu, správcem financí a daní, jakož i všech finančních záležitostí krále. Počátkem 15. století za vlády Zikmunda Lucemburského přebral také správu vojenských daní. Šlechta projevila o tuto funkci zájem a v průběhu 15. století nastal určitý posun do veřejnosprávní polohy, i přesto však zůstal hlavní pokladník královským funkcionářem.
Počátkem 16. století se šlechta pokusila omezit královy pravomoci ve svůj prospěch. Zemský sněm se zaměřoval na kontrolu činnosti hlavního pokladníka. Roku 1521 došlo k úpadku funkce hlavního pokladníka, protože značná část daní přešla pod správu čtyř pokladníků volených na sněmu. 
Nástup Habsburků na uherský trůn znamenal také konec funkce hlavního pokladníka. Císař Ferdinand I. prosadil svou kontrolu hospodářství a roku 1528 zřídil v Budíně uherskou královskou komoru, která zlikvidovala okruh působnosti hlavního pokladníka, převzala finanční správu a fungovala až do poloviny 19. století.